# Stabbing Westward
Stabbing Westward es un grupo de rock industrial estadounidense formado en 1985 en Chicago, Illinois. Comenzaron a grabar su música en la década de los 90s hasta su disolución en 2002. La banda se reunió en el 2016 para celebrar su aniversario y actualmente se encuentran realizando giras.

## Historia

### Primeros años (1985–1992)
Christopher Hall y Walter Flakus formaron Stabbing Westward cuando aún estaba en el instituto. Pusieron el nombre mientras trabajaban en la radio estudiantil WIUS-FM. En una entrevista en 1996, Hall afirmó, "Desde que íbamos a la universidad de Western Illinois, Stabbing Westward ya tenía una sentimiento del tipo 'mata a todo el mundo'. Era una universidad de un estado granjero donde la gente era muy cerrada de mente. Además, iba vestido como Robert Smith con una larga melena, ropas negras y anchas, esmalte de uñas negro y sombra de ojos. No era algo que pudiesen comprender. Odiábamos el pueblo."
Se fueron a Chicago en 1986, consistiendo la formación del grupo en Hall al bajo y como vocalista principal, Flakus al teclado, y Jim Clanin con la guitarra (Clanin posteriormente compró, y a día de hoy dirige el restaurante de comida rápida Dairy Queen en Macomb, Illinois). En 1990, grabaron una demo de cuatro canciones que sacaron en forma de un "EP" llamado "Iwo Jimma". En él, encontramos una temprana versión de "Violent Mood Swings" (titulada, "Violent Mood Swing") la cual acabaría en el CD recopilatorio The Cyberflesh Conspiracy. Mientras que cada una de las otras 3 canciones ha sido rehecha a lo largo de los años ("Shame [Do You Think God Is Dead]" pasó a ser "Shame", "P.O.M.F." se convirtió en "The Thing I Hate" y "Plastic Jesus" en "Dawn"). 
Hall se tomó un breve descanso de la banda para realizar un tour como batería de Die Warzau antes de volver a trabajar en Stabbing Westward. Posteriormente, Hall y Flakus reclutaron a Jim Sellers como bajista y a Chris Vrenna (Nine Inch Nails) para la batería, gracias a que Hall había conocido a Vrenna en Die Warzau.  Vrenna tocó la batería durante toda la grabación de la maqueta que les consiguió firmar su contrato discográfico con Columbia Records. Esa maqueta incluía Violent Mood Swings, Lies, y Nothing. Fueron grabadas en un estudio de Evanston, Illinois e incluían a Stuart Zechman a la guitarra. Después de que Vrenna volviese con Nine Inch Nails, la banda contrató a Dave Suycott, amigo del instituto de Flakus.

### Ungod(1993–1995)
Al trío se sumaron Stuart Zechman, guitarrista que trabajaba como productor en Wax Trax, y David Suycott (Spies Who Surf) a la batería. En 1993, la banda así compuesta grabó Eden Studios; London, England con John Fryer como productor un disco el cual sería su debut con (Columbia Records), Ungod, que llegaría a las tiendas en 1994.  Consiguieron además actuar como teloneros de Depeche Mode durante su Exotic Tour en el verano de 1994, así como la gira norteamericano de Killing Joke durante el otoño de 1994. Aun así las ventas de su disco no terminaban de despegar. 
Hacia el final de la gira de promoción de Ungod, David Suycott dejó la banda inesperadamente. Llamaron entonces a Andy Kubiszewski para que fuese el sustituto de Suycott hasta el final de la gira. Dada la falta de tiempo por lo inesperado de la baja, Kubiszewski tuvo que aprender las partes que tendría que tocar en el vuelo de ida. Aún con esas dificultades, Kubiszewski pasó a ser un miembro permanente de Stabbing Westward.
Además en ese año, la canción "Nothing" fue utilizada en las películas "Club Hell", "Bad Boys", además de en los títulos de crédito de "Johnny Mnemonic." Por otra parte los temas "Lies", "Lost" y "Can't Happen Here" fueron utilizados en la primera película de "Mortal Kombat", si bien ninguna fue incluida en la versión en CD de la banda sonora.

### Wither, Blister, Burn & Peel(1995–1997)
Cuando Stuart Zechman dejó la banda después del tour de Ungod, el resto de miembros se encontraron con que habían perdido a su principal compositor. El nuevo batería, Andy Kubiszewski, fue el encargado de suplir el puesto dado que antes de tocar con Stabbing Westward, Andy no solo había sido batería de The The, grabado una canción con Nine Inch Nails, y tocado conPrick, sino que además había sido el cantante y compositor del grupo Exotic Birds. Al poco de marchar Zechmans, Andy enseñó al grupo docenas de demos y discos de Exotic Birds, donde se incluían "What Do I Have To Do", "Haunting Me", "Sometimes It Hurts", "Crushing Me", "Slipping Away", "Desperate Now", y "Goodbye". Canciones las cuales acabarían incluidas enWither y en  Darkest Days. Cuando la banda comenzó a grabar en los estudios de Bearsville (Woodstock, New York) sin un guitarrista permanente, decidieron grabar ellos mismos las partes correspondientes, siendo Sellers y Kubiszewski los que llevaron la mayor parte del trabajo. Después de la grabación de Wither, Blister, Burn & Peel, Mark Eliopulos fue el guitarrista elegido para las actuaciones en directo.
El lanzamiento del LP Wither Blister Burn & Peel fue todo un éxito, convirtiéndose en su primer disco de oro, gracias en parte al éxito de los sencillos "Shame" y "What Do I Have to Do?" los cuales fueron ampliamente emitidos en la MTV, MuchMusic y la radio. Compartieron tour con Sponge, Kiss, y The Sex Pistols durante la promoción de este disco.

### Darkest Days(1998–2000)
En 1998, Stabbing Westward se mudaron a Los Ángeles, California donde empezaron a trabajar en el álbum titulado Darkest Days.  Este disco se planeó como una historia en cuatro actos, si bien de ninguna forma se dio a conocer. Es además el único lanzamiento que contiene trabajo de Mark Eliopulos. El primer single, "Save Yourself," fue un éxito si bien el LP no llegó a vender tanto como el anterior.  Stabbing Westward continuaron dando giras con grupos como Placebo, The Cult, Monster Magnet, and Depeche Mode, a la vez que tocaban en múltiples festivales de música durante el verano.
Justo el día antes de volar a Hawái con el productor Bob Rock para grabar su siguiente disco, Columbia Records rescindió el contrato que tenían.
El tema "The Thing I Hate" fue incluido de forma completa en el videojuego de 1998 Duke Nukem: Time to Kill de forma completa.  La canción "Torn apart" remezclada por Wink, fue parte de la banda sonora de Spawn movie soundtrack (julio de 1997). "What Do I Have to Do" se puede escuchar en la película Masterminds. "Save Yourself" está incluida en la banda sonora de Urban Legend, en la de Tekken además de en el vigésimo episodio de la quinta temporada de True Blood. También "Haunting me" es la canción que abre los títulos de crédito de la película de terror "The Faculty (film)".

### Stabbing Westward  (2001–2002)
Para su último disco, la banda firmó con la productora Koch Records. Al marcharse Mark Eliopulos, toman como sustituto, tanto para las grabaciones de estudio como para las actuaciones en directo a Derrek Hawkinsas. Siendo Ed Buller el productor del disco, lo cual se nota en el cambio a un estilo más suavizado. The untitled album, Stabbing Westward, was released in 2001 and featured the hit "So Far Away". 
Antes de que llegar a grabar un quinto álbum, la banda anunció su disolución el 9 de febrero de 2002.

### Tras la disolución
- El cantante principal, Christopher Hall, ha formado la banda con base en Los Ángeles, The Dreaming. Habiendo lanzado su primer álbum de estudio Etched In Blood en 2008. Temas de este disco han podido escucharse en XM Satellite Radio y en las emisoras de rock de todo Estados Unidos. El disco fue puesto a la venta en  Best Buy y en Hot Topic. Durante 3 años han estado de gira como cabeza, o compartiendo cartel con bandas como Trust Company o Flaw. En 2011, la banda sacó su segundo álbum The Dreaming: Puppet alcanzado el puesto #32 en la revista Billboard Heatseekers Albums chart.[2]
- Walter Flakus ha estado trabajando con The Clay People y Chokt, siendo ahora mismo el presentador de APD/Music Director/Afternoon de la emisora de radio Chicago Alternative Q87.7.
- Jim Sellers han abierto un comercio de comida ecológica llamado Sellers Market.
- Andy Kubiszewski ha sido fichado como batería de Prick, formado una nueva banda con Chris Schleyer llamada Affected, escrito y producido canciones para el grupo ruso de pop t.A.T.u., además de componer la música para más de una docena de programas de televisión (incluyendo Monster Garage, Monster House, Ax Men, America's Toughest Jobs, The Colony), SWORDS -Life On The Line, Hillstranded, y más recientemente Storage Wars. Las películas recientes incluyen Death Sentence y Jam. Quedándole tiempo todavía para tocar la batería en el último disco del ex Prick Kevin McMahon. Andy también ha compuesto la música de la popular línea Habla Blah Blah line de Kids Cds.
- Mark Eliopulos a día de hoy, toca la guitarra en los grupos Violent New Breed, HTH, Super Model y Brave Ulysses.

### Reunión (2010- presente)
En junio de 2010, apareció en Tunelab.com una noticia que decía:
Stabbing Westward vocalist Christopher Hall and keyboardist Walter Flakus have reunited after eight years apart and are planning a late-summer or fall tour this year under their old moniker.  Potential support acts are Gravity Kills and Hall’s current project The Dreaming.  There are currently no plans to record a new album, but the possibility has not been ruled out for a 2011 release depending on how the two feel after touring this year.
Apareciendo además al día siguiente otra ampliando la información:
As a followup to yesterday’s news post on Stabbing Westward reuniting and touring, TuneLab did speak to former keyboardist Walter Flakus, who stated had no knowledge of any reunion but wasn’t exactly adverse to the idea.  We were originally told the information by the booking agency for former vocalist Christopher Hall’s current project The Dreaming.  After seeking clarification from the agency, we have learned that Stabbing Westward will actually be made up of current members of The Dreaming, and vocalist Christopher Hall at some point was going to be approaching keyboardist Walter Flakus to reunite for the tour. The exact lineup of the band is up in the air, but their agency is in fact booking a tour for late-summer or fall for Stabbing Westward, The Dreaming, and potentially Gravity Kills.
Desde estos mensajes, no ha habido ningún anuncio acerca de un nuevo tour de Stabbing Westward y no está claro si se trataba únicamente de rumores o alguna vez llegó a haber planes acerca de una reunión del grupo.
En una entrevista de radio el 7 de diciembre de 2011, Christopher Hall, junto con el resto de The Dreaming, fueron invitados al programa matutino WJJO (Madison, WI). Hall declaró rotundamente que no había ningún plan para reunir nuevamente a Stabbing Westward a causa de la enemistad existente entre algunos de los miembros originales y los más recientes. Hall también mencionó que ni él ni Flakus, miembros fundadores del grupo, tenían ningún derecho a utilizar el nombre de Stabbing Westward nunca más, si bien otros de los miembros más recientes han conseguido de alguna forma a través de agentes, adquirir los derechos del nombre así como los de algunas canciones.
El 23 de julio de 2012 los rumores volvieron a salir a la palestra levemente cuando un fan creó una página para la petición de un tour de vuelta.

## Miembros
- Christopher Hall - voz, guitarra, teclados, programación de la batería (1992–2002)
- Walter Flakus - teclados y programación (1992–2002)
- Jim Sellers - bajo (1993–2002)
- Andy Kubiszewski - batería, guitarra, teclados, coros, letrista (1995–2002)
  - comenzó como batería para los directos en 1995 durante el tour de al marcharse David Suycott.
- Derrek Hawkins - guitarra, coros (1999–2002)
- Chris Vrenna - batería (1992)
- Stuart Zechman - guitarra (1993–1995)
- David Suycott - batería (1993–1995)
- Mark Eliopulos - guitarra, coros (1996–1999)
- Johnny Haro - batería (1998 - sustituyendo al lesionado Andy Kubiszewski)

## Discografía

### Álbumes
| 1992 | Iwo Jima EP - Fecha de lanzamiento: - Discográfica: - Formato:                                                    | -  | - | - |
| 1994 | Ungod - Fecha de lanzamiento: December, 1993 - Discográfica: Columbia - Formato:                                  | -  | - | - |
| 1996 | Wither Blister Burn & Peel - Fecha de lanzamiento: 23 de enero de 1996 - Discográfica: Columbia - Formato: CD, CS | 67 | 1 | - |
| 1998 | Darkest Days - Fecha de lanzamiento: 7 de abril de 1998 - Discográfica: Columbia - Formato: CD, CS                | 52 | - | - |
| 2001 | Stabbing Westward - Fecha de lanzamiento: 22 de mayo de 2001 - Discográfica: Koch - Formato: CD, CS               | 47 | - | 2 |
| 2003 | The Essential Stabbing Westward - Fecha de lanzamiento: - Discográfica: Sony - Formato:                           | -  | - | - |
| 2003 | What Do I Have to Do? - Fecha de lanzamiento: 31 de agosto de 2003 - Discográfica: Sony - Formato: CD             | -  | - | - |
| denota tanto que el sencillo no fue lanzado en esa zona como que no hubiese llegado a posicionarse en el top. | |    |   |   |

### Singles
| 1994 | "Violent Mood Swings"                  | -   | -  | -  | Ungod                      |
| 1994 | "Lies"                                 | -   | -  | -  | Ungod                      |
| 1994 | "Nothing"                              | -   | -  | -  | Ungod                      |
| 1996 | "What Do I Have to Do?"                | 60* | 11 | 7  | Wither Blister Burn & Peel |
| 1996 | "Shame"                                | 69* | 14 | 7  | Wither Blister Burn & Peel |
| 1998 | "Sometimes It Hurts"                   | -   | 39 | 20 | Darkest Days               |
| 1998 | "Save Yourself"                        | -   | 20 | 4  | Darkest Days               |
| 1999 | "Haunting Me"                          | -   | 34 | 19 | Darkest Days               |
| 2001 | "So Far Away"                          | -   | 21 | 23 | Stabbing Westward          |
| 2010 | "Save Yourself Re-Recorded/Remastered" | -   | -  | -  | -                          |
| "—" denota tanto que el sencillo no fue lanzado en esa zona como que no hubiese llegado a posicionarse en el top. |                                        |     |    |    |                            |

- "What Do I Have to Do?" y "Shame" entraron en el Billboard Hot 100 Airplay a pesar de que no hubiesen sido lanzados de forma comercial en modo alguno.
- "Save Yourself Re-Recorded/Remastered" ha sido lanzado por Cleopatra Records[6]